# 津田清幽
津田 清幽（つだ きよふか/せいゆう）は、安土桃山時代から江戸時代初期にかけての武将。織田伊賀守の子仙侍者で、仙者、喜太郎（寛永諸家系図伝）。和泉守。名乗りをそのまま法号とする。

## 生涯
尾張国出身。織田信氏の次男（「断家譜」）といわれる。
若くして同族の織田信長に仕えていたが、18歳の時に故あり浪人となり、岡崎に赴き阿部正勝を介して徳川家康に約10年仕える。のち再び信長に仕官、本能寺の変後は再び浪人となる。慶長4年（1599年）頃、伏見で家康に再会し、堺奉行の石田正澄（石田三成の兄）に政所職として家康の口添えにより仕える。
慶長5年（1600年）、関ヶ原の戦いの直後に佐和山城の戦いが起こる。同年9月16日明方、水の手口を守備し清幽は子の重氏と共に奮戦し小早川秀秋隊と戦い城より討って出てこれを退けた。家康が和議を申し入れ、城を出て東軍方の使者舟越景直とその交渉の任にあたり、西軍の敗北を知る。家康からの書状を持って城に帰り、当初正澄は謀かと疑ったが、最終的には降伏をすることに承知し、家康は正澄の自刃の代わりに城兵や女・子供の助命を許し、翌日に使者の村越直吉（茂助）が来て、城引渡しとなるはずだった。
しかし、17日早暁に、援軍に来ていた豊臣家家臣の長谷川守知が裏切って本丸に放火して城内に東軍を引き入れ、これに呼応して小早川秀秋、小川祐忠父子、脇坂安治父子が大手を、田中吉政が搦め手を攻撃し、佐和山城は落城、正澄と父の石田正継らが自刃した。清幽は、脇坂隊の旗奉行村越忠兵衛を捕らえ人質とし、同僚の武者1人と共に敵の真っ只中を押し通った。この時三成の三男佐吉と、11人の石田家家臣（大半が少年だったという）を連れている。清幽はそのまま家康の本陣に乗りこんで家康に対し、佐和山攻撃の不義を説き、11人全員の助命を約束させたという。家康はよく見知っている清幽に、大坂に出て11人の仕官先を見つけるように伝えた（「津田家譜」）。佐和山の武功があるため、またたく間に皆の仕官先が決まった。その後清幽は佐吉を高野山まで送り届けた。佐吉は木食応其の元で出家し、恩人の清幽（せいゆう）の名で得度したと伝わる。
戦後、徳川義直に仕えた。没年は不詳だが90歳で没したという。墓所は小石川の龍雲院。